# Luigi Tito
Luigi Tito (noto anche come Gigetto; Sambruson, 6 dicembre 1907 – Venezia, 23 aprile 1991) è stato un pittore italiano.

## Biografia
Era il secondogenito di Ettore, celebre pittore stabiese, e di Lucia Velluti, proveniente da una famiglia di possidenti con proprietà lungo la Riviera del Brenta.
Entrò all'Accademia di Venezia a quindici anni, seguendo gli insegnamenti del padre. Il suo esordio nel mondo artistico risale al 1926, quando espose un ritratto dell'amico Toni Lucarda alla mostra della Società degli amatori e cultori di belle arti di Roma. L'anno successivo eseguì una pala d'altare per la chiesa dei Carmini di Venezia.
Dopo il servizio di leva, collaborò con il padre alla decorazione della volta della chiesa degli Scalzi. Il lavoro, che lo impegnò per diversi anni, gli permise di perfezionarsi specialmente nell'affresco, guidato da Giovanni Majoli.
Successivamente viaggiò in Europa per studiare nei musei i più importanti artisti francesi, olandesi e belgi. Sul principio del 1935 prese parte a Sanremo a una mostra di bozzetti e a maggio espose cinque dipinti e sette acqueforti alla mostra celebrativa dei quarant'anni della Biennale d'Arte; tra questi, si cita il Ritratto del pittore Cagnaccio di San Pietro (ora alla Galleria di Ca' Pesaro), in cui dimostrò la sua piena maturità artistica e il distacco dallo stile paterno. Nel 1936 partecipò per la prima volta a una delle mostre della Fondazione Bevilacqua La Masa e nello stesso anno espose alla Biennale dove tornò anche nel 1938 e nel 1940.
Amico dell'artista Arturo Martini, durante la seconda guerra mondiale seguì le sue lezioni di scultura all'Accademia.
Nel 1943 aderì alla Resistenza partigiana, occupandosi della redazione di documenti falsi. Ricercato dai nazifascisti, riuscì a nascondersi nella casa dell'amico Cagnaccio di San Pietro. Dopo il conflitto continuò la sua militanza politica tra le file della Democrazia Cristiana.
Nel 1947 convolò a nozze con Anna Maria Velluti che lo spronò a tornare alla pittura. In questo periodo i temi ricorrenti delle sue opere riguardavano le tragedie della guerra, con uno stile ispirato alle Pitture nere di Francisco Goya. Negli stessi anni si cimentò nella tecnica del mosaico, con cui realizzò il Figliol prodigo per la chiesa di Col de Draga a Possagno e progettò un'opera simile per la chiesa di Gesù lavoratore a Marghera.
Nel 1962 fu nominato dall'Accademia insegnante della scuola libera di nudo, carica che mantenne sino al suo congedo nel 1978 e che gli permise di frequentare altre figure illustri dell'Arte e della cultura come Virgilio Guidi, Diego Valeri, Sandro Sergi, Renzo Marcato e molti altri.
Tornò in auge nel 1977, grazie a una mostra antologica allestita nel Centro d'arte San Vidal. Numerose altre esposizioni furono organizzate negli anni 1980, in varie parti d'Italia.
Tra gli eventi postumi degni di nota, si cita la mostra retrospettiva del 2007, allestita al MART di Rovereto.